# Pukaqucha (Puno)
Pukaqucha est un lac dans la région de Puno au sud du Pérou. Il est situé dans la Province de Lampa, dans le district de Lampa, à l'est de Lampa. 